# Google TV (операционная система)
Google TV — бывшая операционная система для телевизоров с функцией Smart TV от Google, разработанная совместно с Intel, Sony и Logitech.. Она была запущена в октябре 2010 года в продажу с официальными устройствами, выпущенными Sony и Logitech. Google TV объединила операционную систему Android 3.0/3.2 и веб-браузер Google Chrome для создания интерактивного телевидения на базе существующих видеосайтов в Интернете, чтобы добавить 10-футовый пользовательский интерфейс для работы со Smart TV.
Все устройства первого поколения Google TV были разработаны на базе процессоров архитектуры x86 и выпускались компаниями Sony и Logitech. Устройства второго поколения построены на базе процессоров архитектуры ARM, а среди партнеров появились LG, Samsung, Vizioи Hisense. В 2013 году новые партнеры, в числе которых Hisense, Netgear, TCL и Asus, анонсировали ещё несколько устройств с поддержкой Google TV второго поколения, некоторые из которых включают поддержку 3D-видео.
В июне 2014 года на смену Google TV пришла Android TV, более новая платформа, более тесно связанная с платформой Android, с обновленным пользовательским интерфейсом, интеграцией Knowledge Graph и поддержкой кастинга с мобильных устройств. С июня 2014 года Google TV SDK больше не доступен, что положило конец дальнейшей разработке программного обеспечения для уже выпущенных устройств и фактически вывело платформу из употребления. С этого момента бренд «Google TV» используется для обозначения Google Play Фильмы и ТВ, а также для обозначения пользовательского интерфейса, используемого на новых устройствах Android TV (в частности, Chromecast с Google TV).

## История
- В марте 2010 года СМИ сообщили о начале реализации проекта Google TV, хотя компании-партнеры подтвердили свое участие в проекте только позднее.[7][8]
- 20 мая 2010 года на конференции Google I/O состоялся официальный анонс проекта Google TV.[9][10] Google заявила, что новая платформа будет интегрирована непосредственно в новые телевизоры высокой четкости и Blu-ray Disc-плееры от компании Sony, а приставки будут разработаны компанией Logitech.[11] Компания сообщила, что новые системы, разработанные Sony и Logitech, будут оснащены процессорами CE4100 на базе Intel Atom. Компания также заявила, что «полностью оптимизированный» зрительский опыт будет доступен через Dish Network, однако платформа может работать через любого провайдера.
- В мае 2010 года компания Sony объявила, что осенью 2010 года выпустит линейку продуктов Sony Internet TV со встроенным Google TV, включая модели отдельных телевизоров и телевизионных приставок со встроенными приводами Blu-ray Disc.[12][13]
- 10 ноября 2010 года компания Dish Network объявила о том, что Google TV стал доступен для всех клиентов.[14] Решение Dish Network Google TV, для которого требуется сервис интеграции DVR, включает в себя небольшую приставку Logitech Revue with Google TV.
- 15 декабря 2010 года Google анонсирует первое обновление Google TV, в котором исправлены некоторые ошибки и добавлены четыре основных улучшения: стриминговый каталог Netflix, Dual View, приложение Remote Control для смартфонов Android и результаты поиска фильмов.[15]
- 10 мая 2011 года на Google I/O было объявлено, что устройства Google TV будут обновлены до Android 3.1 Honeycomb и получат доступ к Android Market, а также будут обновлены некоторые приложения.
- 18 июня 2011 года Google приобретает компанию SageTV[англ.], разработчика программного обеспечения для домашнего мультимедиа.
- 26 августа 2011 года компания Google заявила, что в январе 2012 года Google TV будет официально выпущен в Европе.[16]
- 28 октября 2011 года началось распространение обновления Google TV 2.0 с операционной системой Android 3.1 и доступом к Market.[17][18]
- 8 января 2012 года было объявлено, что новое поколение устройств Google TV будет работать на базе нескольких SoCARM. Одним из ключевых поставщиков является компания Marvell со своей платформой Armada 1500.[19]
- 10 января 2012 года компания Sony запланировала представить Google TV в Канаде летом 2012 года. Точная дата релиза не была объявлена.[20] Директор по маркетингу Sony Стефан Лабрусс заявил, что Sony начнет продавать продукты на базе Google TV в Европе в сентябре 2012 года.[21]
- 19 апреля 2012 года Google обновил приложение «Фильмы и ТВ», добавив в него функции социального взаимодействия.[22]
- 25 июня 2012 года компания Sony запланировала выпуск Google TV в Европе на сентябрь 2012 года совместно с медиаплеером NSZ-GS7 и Blu-ray-плеером NSZ-GS9 , оснащенным Google TV, который будет выпущен в первую очередь на территории Великобритании.[23]
- 12 октября 2012 года произошла утечка видеодемонстрации Google TV третьей версии. Среди особенностей третьей версии — улучшенное приложение телегид Primetime, приложение-компаньон для Android, функция голосового поиска на ТВ и в Интернете, которая будет доступна для моделей, оснащенных микрофоном и приложение «Фильмы и ТВ Play Store», в котором можно будет приобрести потоковое видео.[24]
- В январе 2013 года на большинстве устройств Google TV началось распространение версии 3.
- 15 мая 2013 года компания Google объявила, что устройства Google TV второго поколения (с процессорами ARM) смогут получить обновление до Android 4.2.2 и последнюю версию Chrome для Android вместо настольной версии Chrome.[25]
- 10 октября 2013 года на сайте Google появилось сообщение о том, что Google TV будет переименован в Android TV, и сообщается, что в настоящее время в мире используется около одного миллиона устройств Google TV.[26]
- 11 октября 2013 года компания Google подтвердила, что Google TV четвёртой версии со временем получит встроенный функционал на подобии Chromecast.[27]
- 24 октября 2013 года телевизоры LG с Google TV начали получать обновление до версии Android 4.2.2.[28]

## Функции
В Google TV было использовано множество существующих продуктов Google. Операционная система Google TV — модифицированная версия Android 3.0/3.2, предназначенная для телевизоров, — стала основой, позволившей разработчикам создавать приложения, расширяющие функциональные возможности системы. Браузер Google Chrome стал своеобразным выходом в Интернет, позволив пользователям одновременно просматривать веб-сайты и смотреть телевизор. С помощью браузера Chrome пользователи могли получить доступ к телеканалам HBO, CNBC и контенту других провайдеров. Смартфоны и планшетные компьютеры на базе Android и iOS можно было использовать в качестве пульта дистанционного управления для Google TV. Продукты Google TV поставлялись в комплекте с беспроводными пультами дистанционного управления с полноценной QWERTY- клавиатурой. Обновление, выпущенное в ноябре 2011 года, открыло доступ к Google Play и позволило находить контент в прямых телепередачах, Netflix, YouTube, HBO GO, Amazon и др.
Компания Xyologic составила список самых первых приложений для Google TV с наибольшим количеством установок. По состоянию на ноябрь 2012 года самыми устанавливаемыми приложениями были Napster, Pandora Radio и CNBC .

## Партнеры
Компания Google предоставила платформу Google TV OEM-производителям для внедрения в их потребительскую продукцию. Первое поколение потребительских устройств было выпущено компаниями Logitech и Sony. Второе поколение было выпущено компаниями Sony, LG (см. LG L9 SoC), Vizio, Hisense, NetGear и Asus. Третье поколение было анонсировано компанией LG на международной выставке CES 2013, вместе с анонсом своих моделей телевизоров.

## Устройства

### Первое поколение
| Бренд/название                          | Модель                                       | Версия Android | Flash           | Состояние           | Дата анонса          | Дата выхода в США | Дата снятия с производства |
| --------------------------------------- | -------------------------------------------- | -------------- | --------------- | ------------------- | -------------------- | ----------------- | -------------------------- |
| Sony Internet TV — 24", 32", 40", и 46" | NSX-24GT1, NSX-32GT1, NSX-40GT1, и NSX-46GT1 | 3.2 Honeycomb  | 4 ГБ Flash NAND | снят с производства | 12 октября 2010 года | октябрь 2010 года | февраль 2012 года          |
| Sony Internet TV Blu-ray Disc           | NSZ-GT1                                      | 3.2 Honeycomb  | Неизвестно      | снят с производства | 12 октября 2010 года | октябрь 2010 года | февраль 2012 года          |
| Logitech Revue                          | M/N: D-R0001, Y-R0014 — PN 970-000001        | 3.2 Honeycomb  | Неизвестно      | снят с производства | 18 июня 2010 года    | октябрь 2010 года | ноябрь 2011 года           |

### Второе поколение
| Бренд/Имя                            | Модель      | Версия Android   | Processor | RAM       | Flash                                     | USB ports | IR Blaster | Состояние           | Дата анонса        | Дата выхода в США    | Дата снятия с производства |
| ------------------------------------ | ----------- | ---------------- | --- | --------- | ----------------------------------------- | --------- | ---------- | ------------------- | ------------------ | -------------------- | -------------------------- |
| Sony Internet Player with Google TV  | NSZ-GS7     | 3.2 Honeycomb    | Marvell Armada 1500 (88de3100) (двухъядерный процессор с тактовой частотой 1.2 ГГц и графическим процессором с тактовой частотой 750 МГц) | 1 ГБ DDR3 | 8 ГБ Samsung Flash NAND — KLM8G2FEJA-A002 | 2         | Да         | снят с производства | 9 января 2012 года | 22 июля 2012 года    |                            |
| LG SmartTV with GoogleTV (47" и 55") | 47G2 и 55G2 | 4.2.2 Jelly Bean | LG L9 |           |                                           |           |            | снят с производства | май 2012 года      | 30 мая 2012 года     |                            |
| Vizio Co-Star                        | VAP430      | 3.2 Honeycomb    | Marvell Armada 1500 (88de3100) (двухъядерный процессор с тактовой частотой 1.2 ГГц и графическим процессором с тактовой частотой 750 МГц) | 1 ГБ DDR3 | 4 ГБ Samsung Flash NAND — K9GBG08U0A-SCBO | 1         | Да         | снят с производства | 26 июня 2012 года  | 22 августа 2012 года |                            |
| Hisense Pulse                        | gx1200v     | 3.2 Honeycomb    | Marvell Armada 1500 (88de3100) (двухъядерный процессор с тактовой частотой 1.2 ГГц и графическим процессором с тактовой частотой 750 МГц) | 1 ГБ DDR3 | 4 ГБ Flash NAND                           | 1         | Да         | снят с производства | сентябрь 2012 года | 20 декабря 2012 года |                            |
| ASUS Cube                            | Cube        | 3.2 Honeycomb    | Marvell Armada 1500 (88DE3100) (двухъядерный процессор с тактовой частотой 1.2 ГГц и графическим процессором с тактовой частотой 750 МГц) | 1 ГБ DDR3 | 4 ГБ Flash NAND                           | 2         | Да         | снят с производства | 7 января 2013 года | 24 апреля 2013 года  |                            |
| NETGEAR NeoTV Prime                  | GTV100      | 3.2 Honeycomb    | Marvell Armada 1500 (88DE3100) (двухъядерный процессор с тактовой частотой 1.2 ГГц и графическим процессором с тактовой частотой 750 МГц) | 1 ГБ DDR3 | 4 ГБ Flash NAND                           | 1         | Да         | снят с производства | 7 января 2013 года | 9 января 2013 года   |                            |

## Отзывы
| Дата                 | Автор            | Издатель            | Поколение        | Комментарии |
| -------------------- | ---------------- | ------------------- | ---------------- | --- |
| 29 октября 2010 года | Нилай Пател      | Engadget Blog       | Первое поколение | «Google TV ощущается как незаконченное месиво из хороших идей, реализованных лишь наполовину, неоптимизированная коробка возможностей, страдающая под тяжестью собственных амбиций и, судя по всему, поспешных сроков выхода». |
| 13 ноября 2010 года  | Кевин Синтумуанг | Wall Street Journal | Первое поколение | «Потенциал столь же велик, что и у Интернета, но сейчас Google TV — это просто приманка». |
| 17 ноября 2010 года  | Дэвид Пог        | The New York Times  | Первое поколение | «Ясно одно: Google TV может быть интересен для любителей техники, но не для обывателей». Уделяя больше внимания полезности продукта для поиска и просмотра телепередач, чем его возможностям в качестве интернет-устройства, автор также выразил обеспокоенность противоречиями в пользовательском интерфейсе, а также фрагментарностью Google TV.                         |
| 28 июля 2010 года    | Мэтт Бернс       | TechCrunch          | Первое поколение | Комментаторы говорили, что «Google TV идет ко дну» и что он «на последнем издыхании», исходя из информации о том, что партнер по запуску Logitech снизил цену на свой Revue (с 249 до 99 долларов), чтобы распродать остатки товара. |
| 3 ноября 2011 года   | Мэтт Бернс       | Techcrunch          | Первое поколение | Некоторые из тех же комментаторов оценили Google TV 2.0 как обладающую «великолепным интерфейсом», но при этом лишенную «сущности». В статье говорится: «Новейшая версия Google TV, которая в дальнейшем будет называться Google TV 2.0, — это лучшая версия. Она работает как надо, и очевидно, что инженеры Google обратили пристальное внимание на критику версии 1.0». |
| 22 ноября 2011 года  | Рассел Холли     | Geek.com            | Первое поколение | [ 69 ] |
| 22 ноября 2011 года  | Брид-Эйн Парнелл | Theregister.co.uk   | Второе поколение | [ 70 ] |
| 9 января 2012 года   | Чжун А Ли        | WSJ                 | Второе поколение | В статье говорится, что Samsung планировала выпустить устройства на базе Google TV во второй половине 2012 года. В первую очередь они были нацелены на покупателей высшего класса в США. |
| 26 июня 2012 года    | Бен Дравбо       | Engadget Blog       | Второе поколение | [ 72 ] |
| 27 июня 2012 года    | Маршал Розенталь | Gadget Review       | Второе поколение | «Преимущество опыта использования Google заключается в том, что большая часть происходящего происходит в Интернете — вы получаете доступ к видео, фотографиям, просматриваете материалы, доступные не только локально». В целом продукт LG 55G2 был оценен как отличный.                                                                                                   |

## Конкуренты и споры
Кабельные провайдеры, а также контент-провайдеры не принимали участия в платформе Google TV из-за того, что она позволяла получать доступ не через аутентифицированные приложения, а через веб-браузер, который применял ограничениягеолокации международных авторских прав. На протяжении всего времени существования платформы NBC, ABC, Fox, CBS/The CW, Hulu и Viacom препятствовали доступу к своему веб-контенту с устройств, поддерживающих Google TV. Из провайдеров кабельного и спутникового телевидения только Dish Network поддержала Google TV и продвигала его, предлагая клиентам скидку на Logitech Revue. Для сравнения, в экосистеме Android TV присутствуют приложения всех основных американских телесетей и провайдеров потокового вещания.
В январе 2014 года компания Google подала UDRP-иск против владельца доменных имен androidtv.com и xbmcandroidtv.com. Доменные имена принадлежали компании Exo Level, Inc. и были зарегистрированы в GoDaddy в ноябре 2006 года. В марте 2014 года иск Google был отклонен.

## История версий
| Шаблон:TOC tab | Шаблон:TOC tab  | Шаблон:TOC tab                                   | Шаблон:TOC tab       | Шаблон:TOC tab                                                                   | Шаблон:TOC tab                                                                   | Шаблон:TOC tab |
| Бренд          | Версия прошивки | Номер сборки                                     | Дата выпуска         | Версия Android                                                                   | Поддерживаемые устройства                                                        | Улучшения версии |
| -------------- | --------------- | ------------------------------------------------ | -------------------- | -------------------------------------------------------------------------------- | -------------------------------------------------------------------------------- | --- |
| Sony           | 2.1             | октябрь 2010 года                                | 2.1                  | Sony Internet TV devices NSZ-GT1, NSX-24GT1, NSX-32GT1, NSX-40GT1 and NSX-46GT1. | Оригинальная версия.                                                             | |
| Sony           | 2.1 — Update 1  | 2011102306                                       | 23 октября 2011 года | 2.1                                                                              | Sony Internet TV devices NSZ-GT1, NSX-24GT1, NSX-32GT1, NSX-40GT1 and NSX-46GT1. | |
| Logitech       | 3.1 update      |                                                  | 12 декабря 2011 года | 3.1                                                                              | Logitech Revue                                                                   | Обновлено до Android 3.1. |
| Sony           | 3.2             | 2012022201_WWV_ORSC.201202220101419              | 6 марта 2012 года    | 3.1                                                                              | Sony Internet TV devices NSZ-GT1, NSX-24GT1, NSX-32GT1, NSX-40GT1 and NSX-46GT1. | Улучшена стабильность и производительность операционной системы Android. Выполнено обновление системы до платформы Android 3.1. Добавлена поддержка Blu-ray 3D для устройства NSZ-GT1. Updates in Chrome and Flash. |
| Sony           | 3.2             | 2012052001_WWW_ORSC.2012050140935                | 3 июня 2012 года     | 3.2                                                                              | Sony Internet TV devices NSZ-GT1, NSX-24GT1, NSX-32GT1, NSX-40GT1 and NSX-46GT1. | Обновлено до версии Android 3.2. Обновился Chrome. |
| Logitech       | 3.2             | KA2X-20120518.141456.user-b65871-p               | 4 июня 2012 года     | 3.2                                                                              | Logitech Revue.                                                                  | Обновлено до версии Android 3.2. Исправлены ошибки Netflix, устранены сбои при сопряжении контроллера клавиатуры, обновлен Chrome.                                                                                  |
| Sony           | 3.2             | REL02_NSZGS7_U2_1005_887_3790_20120628_URSC      | 28 июня 2012 года    | 3.2                                                                              | Sony NSZ-GS7 Network Media Player                                                | |
| Sony           | 3.2             | REL03_NSZGS7_U2_1104_4384_20120724_URSC_S67254   | 3 августа 2012 года  | 3.2                                                                              | Sony NSZ-GS7 Network Media Player                                                | Добавлена функция WPS2.0 и поддержка приложения Media player / Socialife. |
| Sony           | 3.2             | 2012080801_WWV_ORSC.20120808140935               | 16 августа 2012 года | 3.2                                                                              | Sony Internet TV devices NSZ-GT1, NSX-24GT1, NSX-32GT1, NSX-40GT1 and NSX-46GT1. | |
| Logitech       | 3.2             | KA2X-20121009.114346.user-b70199                 | 28 января 2013 года  | 3.2                                                                              | Logitech Revue.                                                                  | Обновлен Chrome, улучшена производительность, добавлено приложение Google Play Фильмы и ТВ. |
| Vizio          | 4.6.0           |                                                  | 8 февраля 2013 года  |                                                                                  | Vizio Costar                                                                     | Улучшена производительность, голосовое управление, обновлен YouTube, краткое руководство по Primetime. |
| Sony           | 3.2             | rel07_NZGGS7_U2_2010_8249_20130219               | 19 февраля 2013 года | 3.2                                                                              | Sony NSZ-GS7                                                                     | Обновление версии Google TV OS, добавлен «Голосовой поиск», добавлен «Amazon Video», улучшена стабильность системы.                                                                                                 |
| Sony           | 3.2             | REL08_NSZGS7_U2_2106_131390_20130406_URSC_S67254 | 2 мая 2013 года      | 3.2                                                                              | Sony NSZ-GS7                                                                     | Добавлены функция DLNA®, функция воспроизведения 3D-видео и приложение VUDU™.. |
| Vizio          | 5.3             | --                                               | 8 мая 2013 года      |                                                                                  | Vizio Costar                                                                     | Усовершенствован менеджер ресурсов, реализована поддержка дополнительных приложений. |